# حمو أوحلي
حمو أوحلي سياسي مغربي، يشغل منصب كاتب الدولة المكلف بالتنمية القروية والمياه والغابات، منذ تعيينه من طرف الملك محمد السادس بتاريخ 05 أبريل 2017، ويتولى كذلك منصب رئيس المجلس الإقليمي لعمالة إفران وهوعضو بالمكتب السياسي لحزب الحركة الشعبية ورئيس المنتدى الجامعي الحركي.

## عنه
هو حاصل على شهادة الدكتوراه في الطب البيطري من معهد الحسن الثاني للزراعة والبيطرة، وعلى دكتوراه السلك الثالث من جامعة تولوز وعلى دكتوراه الدولة من جامعة بوليتيكنيك بتولوز.
ابتدأ مساره المهني كأستاذ جامعي بمعهد الحسن الثاني للزراعة والبيطرة وعمل كذلك كباحث مساعد بجامعة برلين بألمانيا وجامعة إدنبرة باسكتلندا وقد أصدر عدة أعمال ومقالات علمية منشورة في مجلات وطنية ودولية كما أشرف على إنجاز عدة بحوث في مختلف جهات المملكة.
على الصعيد السياسي سبق له، أن تولى منصب مستشار جماعي بجماعة عين لوح بإقليم إفران ورئيس جماعة عين لوح وبمجلس النواب. كان رئيسا للجنة الاقتصاد والتجارة والصناعة والصناعة التقليدية وشؤون المغاربة المقيمين بالخارج قبل أن يحظى بالثقة الملكية السامية ويعين كاتبا للدولة مكلفا بالتضامن والعمل الإنساني.
كما شغل السيد حمو أوحلي، بالخصوص، منصب رئيس هيئة الأطباء البياطرة بالمغرب ويعد السيد حمو أوحلي من بين مؤسسي الاتحاد المغاربي لجمعيات البياطرة حيث كان أول كاتب عام لهذا الاتحاد.
كما تولى، عدة مهام ومسؤوليات في مجموعة من الجمعيات التضامنية ومنظمات المجتمع المدني، فضلا عن كونه خبيرا لدى عدة تنظيمات وهيئات وطنية ودولية.
السيد حمو اوحلي متزوج من السيدة لمياء احرضان .